# Hematologija
Hematologija je medicinska specializacija, ki se ukvarja z ugotavljanjem vzrokov, zdravljenjem in preprečevanjem bolezni, povezanih s krvjo. Področje preučevanja vključuje kri in povezane telesne strukture, kot so kostni mozeg, obtočila in limfatični sistem. Sorodno področje je transfuziologija, ki se ukvarja s transfuzijo krvi.
Hematologi delujejo pri diagnosticiranju in zdravljenju številnih bolezni krvi, tako benignih stanj kot krvnih rakov. Kompleksne bolezni, kot so anemija srpastih celic, zahtevajo interdisciplinaren pristop k skrbi za bolnika, hematologi pa pogosto svetujejo tudi kot del interdisciplinarne ekipe v bolnišničnem okolju pri zapletih, kot je tromboza.
Zdravnik specialist na tem področju je hematolog. V Sloveniji poteka usposabljanje specializantov v dveh delih, prvi dve leti po programu skupnega debla specializacije iz interne medicine, čemur sledi štiriletni nadaljevalni program, ki vključuje pridobivanje znanj s področja transfuziologije.